# Convenção Africana sobre a Conservação da Natureza e dos Recursos Naturais
A Convenção Africana sobre a Conservação da Natureza e dos Recursos Naturais, também conhecida como Convenção de Argel, é um tratado multilateral regional que concerne a conservação da natureza. Ela foi elaborada em 15 de setembro de 1968 em Argel.

## Origens
Ela substituiu a Convenção Relativa à Preservação da Fauna e da Flora em Seu Estado Natural de 1933, elaborada sob a égide dos poderes coloniais europeus, e por sua vez foi substituída pela Convenção Africana sobre a Conservação da Natureza e dos Recursos Naturais (revisada), assinada em Maputo em 2003.

## Conteúdo
Os principais temas tratados pela convenção são a criação e a gestão de áreas protegidas, além da conservação e utilização racional dos solos, florestas, águas e recursos da fauna. De maneira relativamente inovadora para seu tempo, ela reconhece que a proteção das espécies está intimamente ligada à proteção de seus habitats.

## Depósitário
Elaborada no quadro da extinta Organização da Unidade Africana, desde 2002 a Convenção tem como atual depositário a União Africana.